# Alcala (Cagayan)
Alcala è una municipalità di quarta classe delle Filippine, situata nella Provincia di Cagayan, nella Regione della Valle di Cagayan.
Alcala è formata da 25 baranggay:
- Abbeg
- Afusing Bato
- Afusing Daga
- Agani
- Baculod
- Baybayog
- Cabuluan
- Calantac
- Carallangan
- Centro Norte (Pob.)
- Centro Sur (Pob.)
- Dalaoig
- Damurog
- Jurisdiction
- Malalatan
- Maraburab
- Masin
- Pagbangkeruan
- Pared
- Piggatan
- Pinopoc
- Pussian
- San Esteban
- Tamban
- Tupang